# 케니 킹

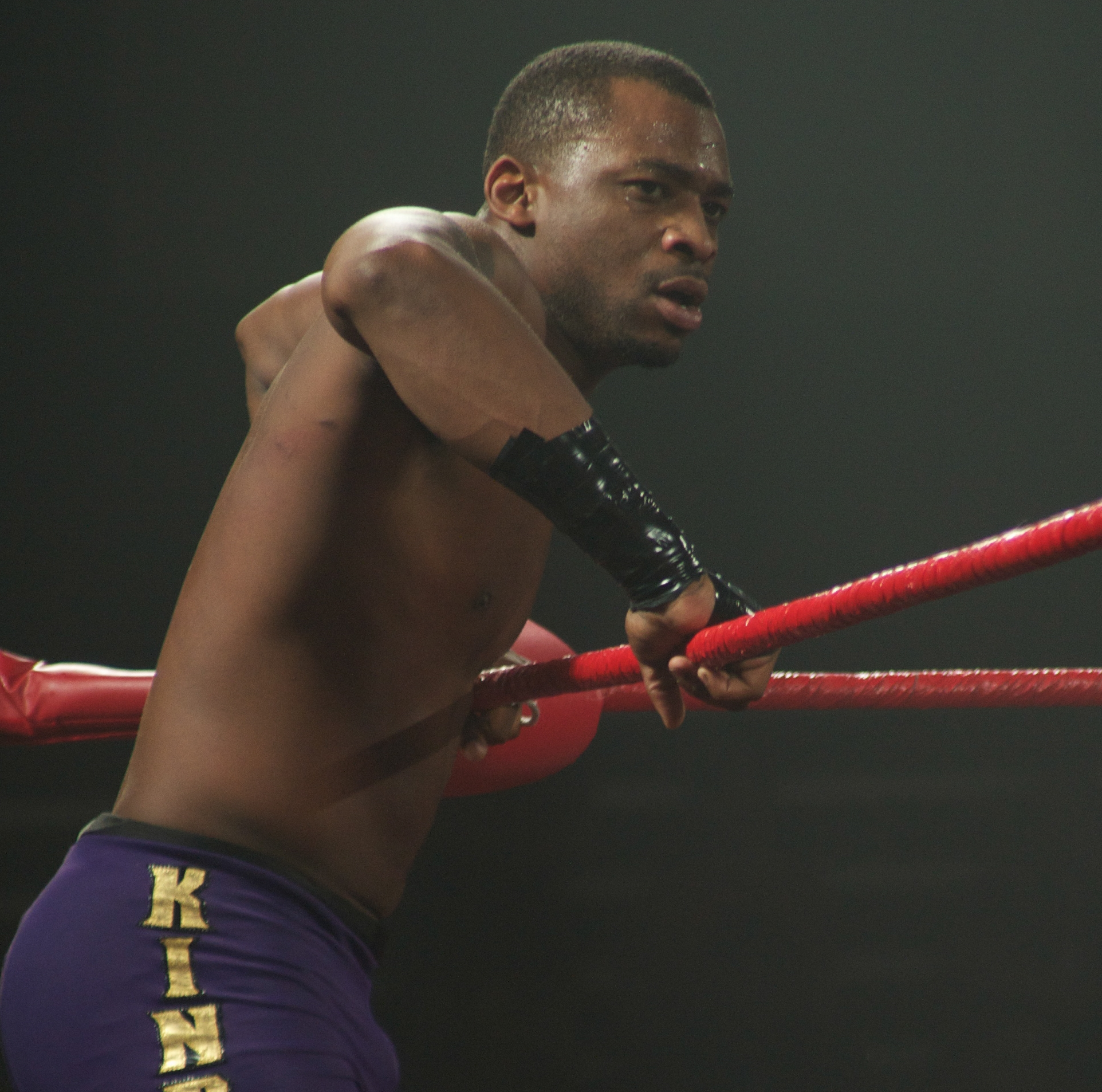

케니 킹(Kenny King)은 본명은 케니 레인(Kenny Layne) 1981년 7월 22일 ~ )은 미국의 남자 프로레슬링선수다. WWE 터프 이너프 1기 출신이며, 각종 인디단체와 RoH를 거친 후 2012년부터 2015년 9월까지 TNA에서 활동하다가 2015년 9월 중순 다시 RoH로 복귀한다. 키는 182cm 몸무게는 100kg이다.

## 수상
- TNA X-디비전 챔피언 2회